# Röhm RG-14

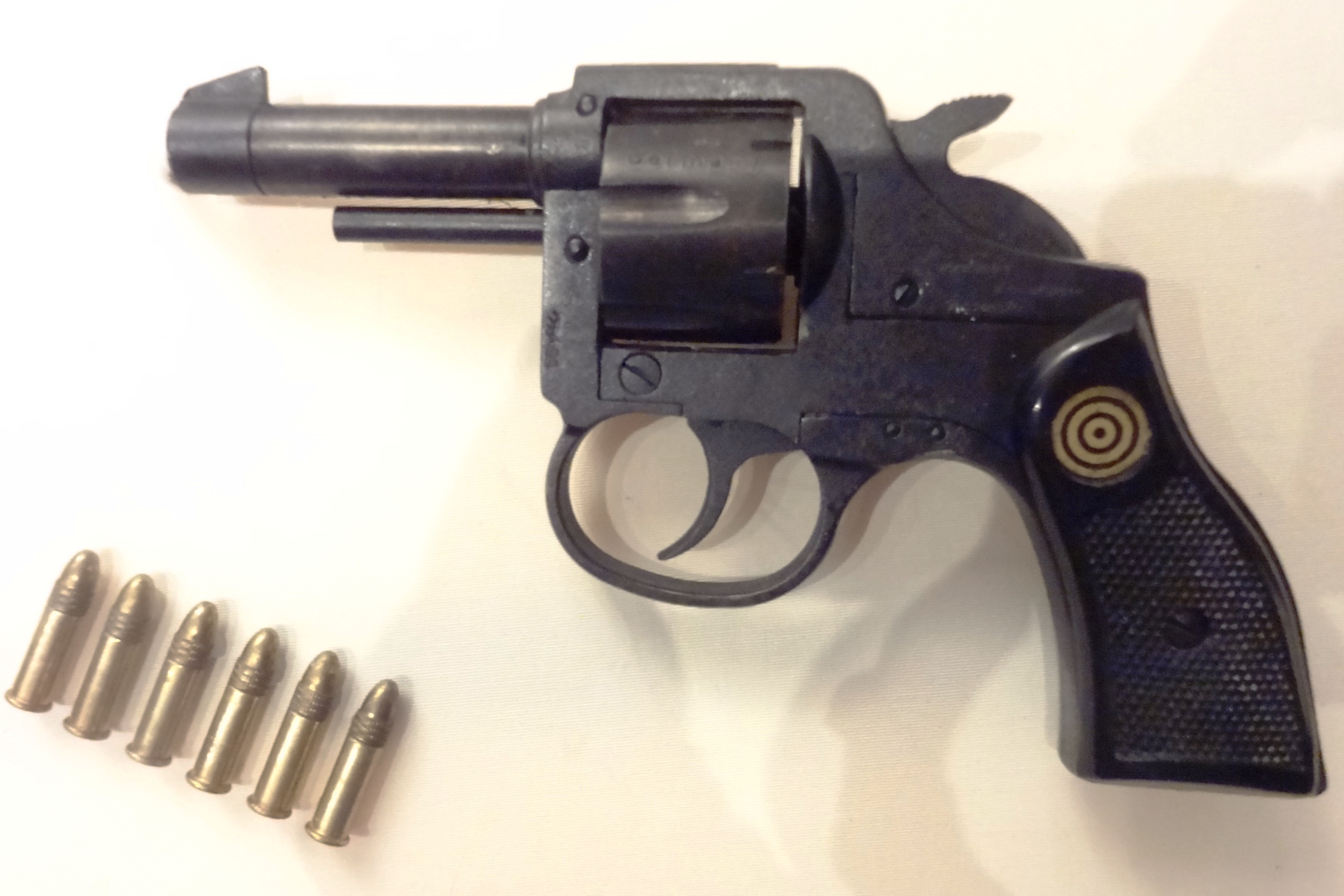
Le Rohm RG-14 utilisé lors de la tentative d'assassinat de Ronald Reagan le 30 mars 1981.

Le Röhm RG-14 est un revolver dont le barillet peut contenir six balles de calibre .22 Long Rifle. Long de 14 cm pour 300 g, il possède un canon ultra-court de 45 mm
Il fait partie de ces armes de poing bon marché connues sous le nom de Saturday Night Special dont le Congrès des États-Unis a interdit l'importation et la commercialisation sur le sol américain.
Cette arme était construite par l'entreprise ouest-allemande Röhm Gesellschaft basée à Sontheim an der Brenz et importée aux USA de 1978 à 1985.
 John Warnock Hinckley, Jr. a utilisé un Röhm RG-14 lors de sa tentative d'assassinat du président Ronald Reagan le 30 mars 1981,.